# Rehlinger (famiglia)
La famiglia Rehlinger fu una famiglia nobile del patriziato di Augusta e Norimberga nel cui consiglio sedette sino al 1806.

## Storia

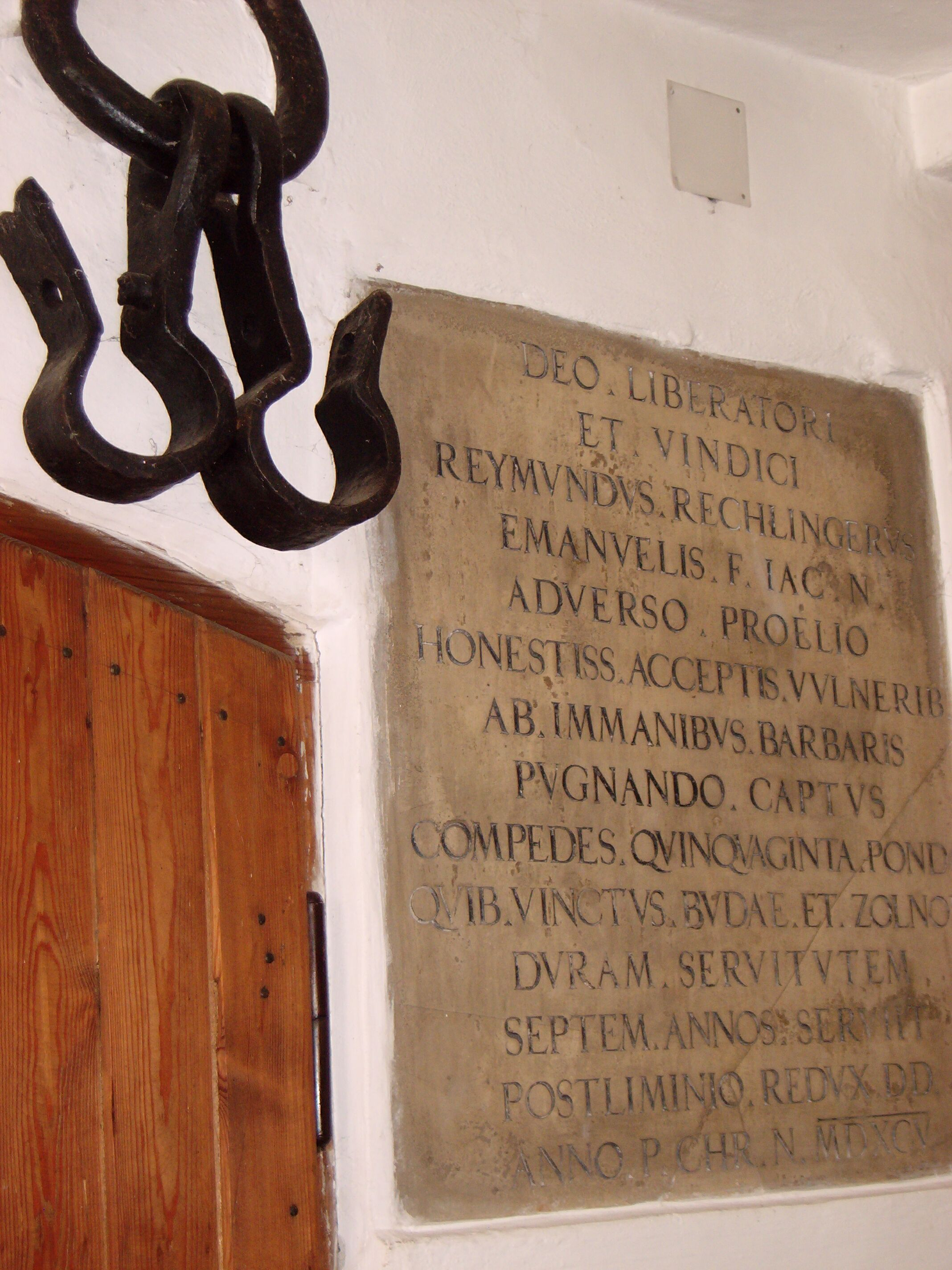
Le catene lasciate da Raymund Rehlinger alla chiesa parrocchiale di Leeder dopo il suo ritorno dalla prigionia turca

Secondo un'antica tradizione, i Rehlinger originariamente provenivano da Rehling, a nord di Augusta, mentre altre fonti li vogliono proprietari del castello di Scherneck. Altre fonti menzionano un castello a Rehlingen come sede ancestrale della famiglia.
La famiglia si pose al servizio dei duchi bavaresi Wittelsbach. Berthold von Rehlingen fu giudice e guidò diverse dispute, come ad esempio quella del 1305 tra il monastero di Eichstätt per l'eredità dei conti di Hirschberg e nel 1310 quella nella divisione tra i duca Ludovico ed il successivo imperatore del Sacro Romano Impero, e il duca Rodolfo.
Nel 1302 Ulrich von Rochelingen venne indicato per la prima volta come cittadino della città di Augusta. Più tardi, secondo la cronaca di Werlich, suo figlio Hans sposò una donna del patriziato della città, stabilendo definitivamente la sua famiglia ad Augusta. È dimostrato che Ulrich e Conrad Roehlinger nell'anno 1396 erano compresi tra i 20 cittadini più ricchi di Augusta. Fino al 1550 circa, i membri della famiglia (ampiamente ramificata) erano attivi principalmente come imprenditori, commercianti e banchieri, mentre le generazioni seguenti vissero perlopiù dei beni accumulati. Per molto tempo possedettero il castello di Hainhofen. Nel 1564 acquistarono il feudo di Kleinkitzighofen col relativo castello (distrutto dalla fine del XVIII secolo). Un altro ramo si stabilì a Norimberga ove rimase insediato nel consiglio cittadino sino alla soppressione del medesimo nel 1806.
Già nel 1322 un altro Hans von Rehlingen vendette i suoi castelli e possedimenti a Rehlingen, Griesstetten e Scherneck con tutte le dipendenze al cavaliere Heinrich von Gumppenberg. Nella chiesa parrocchiale di Leeder si trovano ancora oggi le cavigliere che Raymund Rehlinger lasciò in voto alla chiesa dopo il suo ritorno dalla prigionia presso i turchi ottomani nel 1595.
La famiglia ottenne il 10 maggio 1909 nelle persone dei fratelli Richard e Rudolf von Rehlingen il titolo di barone ereditario concesso dal principe reggente Luitpold di Baviera.

## Membri notabili

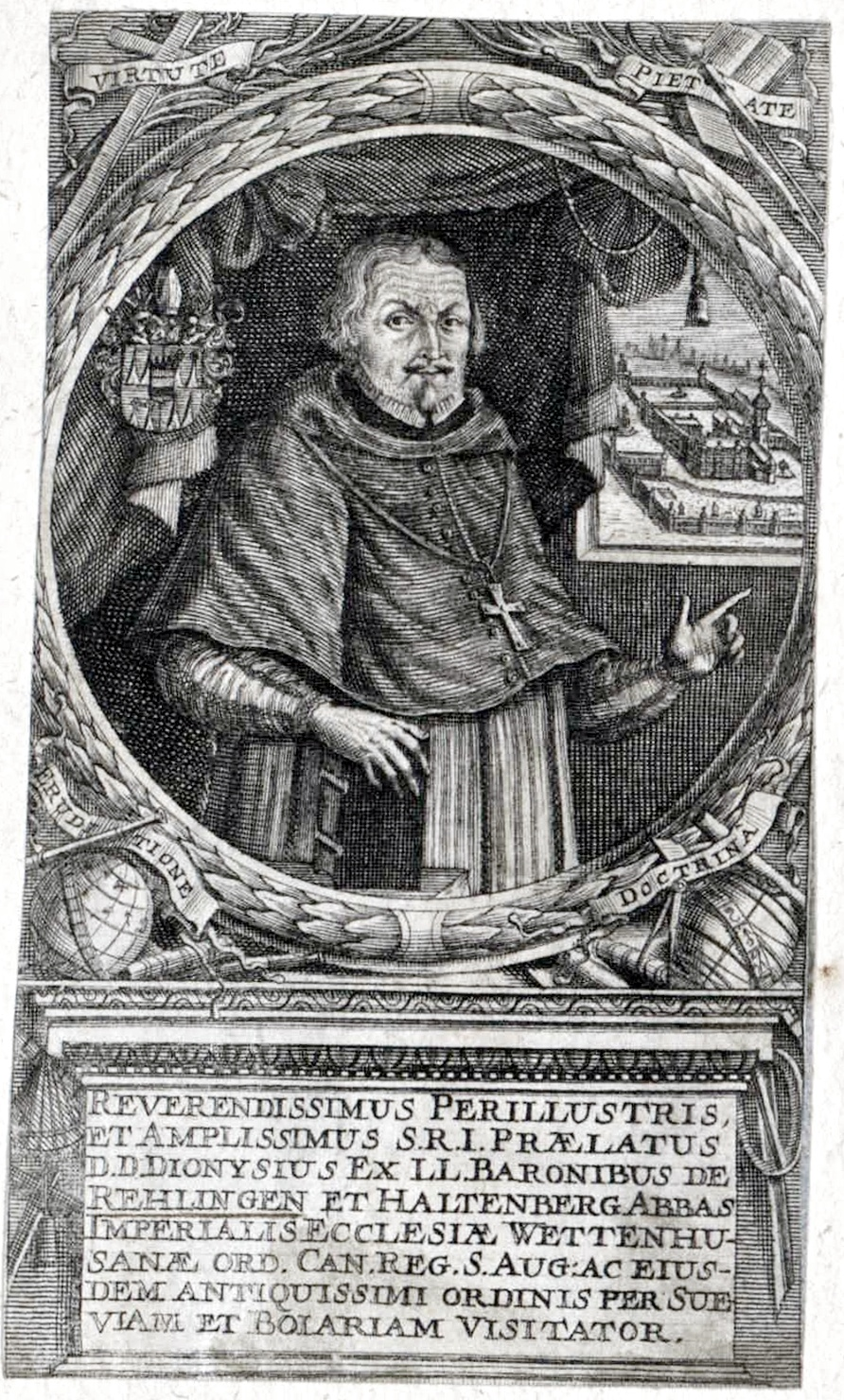
Dionysius von Rehlingen (1610–1692), principe-prevosto di Wettenhausen

- Konrad Rehlinger (1330-1380), responsabile dell'infermeria della città di Augusta
- Konrad Rehlinger (1470-1556), commerciante e secondo marito di Sibylla Fugger, nata Artzt
- Ulrich Rehlinger il Vecchio (1477-1547), sindaco di Augusta
- Anna Fugger, nata Rehlinger (1505-1548), moglie Anton Fugger
- Hieronymus Rehlinger (1511-1581), commerciante
- Konrad Marx Rehlinger (1575-1642), uomo d'affari
- Dionysius von Rehlingen (1610–1692), principe-prevosto del monastero di Wettenhausen
- Alexandra von Rehlingen (n. 1959), responsabile del PR tedesco